# Junker (PowerLand)
Junker in PowerLand (Kauhava, Südösterbotten, Finnland) ist eine Stahlachterbahn vom Modell Infinity Coaster des Herstellers Gerstlauer Amusement Rides, die am 30. Mai 2015 eröffnet wurde.
Auf der 860 m langen Strecke werden die Wagen mittels LSM innerhalb von 1,9 s von 0 auf eine Höchstgeschwindigkeit von 104,4 km/h beschleunigt. Die Bahn verfügt über einen Outside-Top-Hat, eine übergeneigte Kurve sowie drei Inversionen: einen Dive-Loop, einen Korkenzieher und einen Finnish Loop. Letzterer wurde bei Junker erstmals verbaut und findet mittlerweile auch auf einer weiteren Achterbahn, Monster in Adventureland (Iowa), Einsatz.